# Złocieniec (roślina)
Złocieniec (Leucanthemopsis) – rodzaj roślin z rodziny astrowatych. Obejmuje 8 gatunków. Wszystkie występują na Półwyspie Iberyjskim i w Maroku, przy czym jeden z nich – złocieniec alpejski L. alpina – jest szerzej rozprzestrzeniony w Europie, sięgając na wschodzie po Polskę i Rumunię.

## Morfologia
PokrójByliny, czasem o drewniejącej nasadzie pędu. Owłosienie tworzą włoski dwudzielne.
LiścieSkrętoległe, piłkowano-ząbkowane do pierzastodzielnych.
KwiatyZebrane w pojedyncze koszyczki na szczytach pędów. Okrywa koszyczków miseczkowata lub półkulista z listkami wyrastającymi w 4 szeregach, o brzegach błoniastych, jasno- lub ciemnobrązowych. Osadnik, czyli dno kwiatostanowe, jest wypukłe, pozbawione plewinek. Brzeżne kwiaty języczkowe, żeńskie, mają języczek barwy białej lub żółtej, czasem białej z żółtą lub czerwonawą nasadą. Kwiaty rurkowate w środkowej części koszyczka są obupłciowe, o koronie rurkowatej barwy żółtej, czasem czerwonawej. Kwiaty te są promieniste, z koroną 5-ząbkową.
OwoceNiełupki wąskojajowate, zwykle z 5–10 żebrami (rzadko są one tylko 3). Na szczycie owocu pozostałości korony tworzą pierścień łusek.

## Systematyka
Rodzaj z podplemienia Leucanthemopsidinae, plemienia Anthemideae, podrodziny Asteroideae z rodziny astrowatych Asteraceae.
Wykaz gatunków
- Leucanthemopsis alpina (L.) Heywood – złocieniec alpejski
- Leucanthemopsis boissieri Pedrol
- Leucanthemopsis flaveola (Hoffmanns. & Link) Heywood
- Leucanthemopsis heywoodii Pedrol
- Leucanthemopsis longipectinata  (Pau ex Font Quer) Heywood
- Leucanthemopsis pallida (Mill.) Heywood
- Leucanthemopsis pectinata (L.) G.López & C.E.Jarvis
- Leucanthemopsis pulverulenta (Lag.) Heywood